# Saturn Corporation

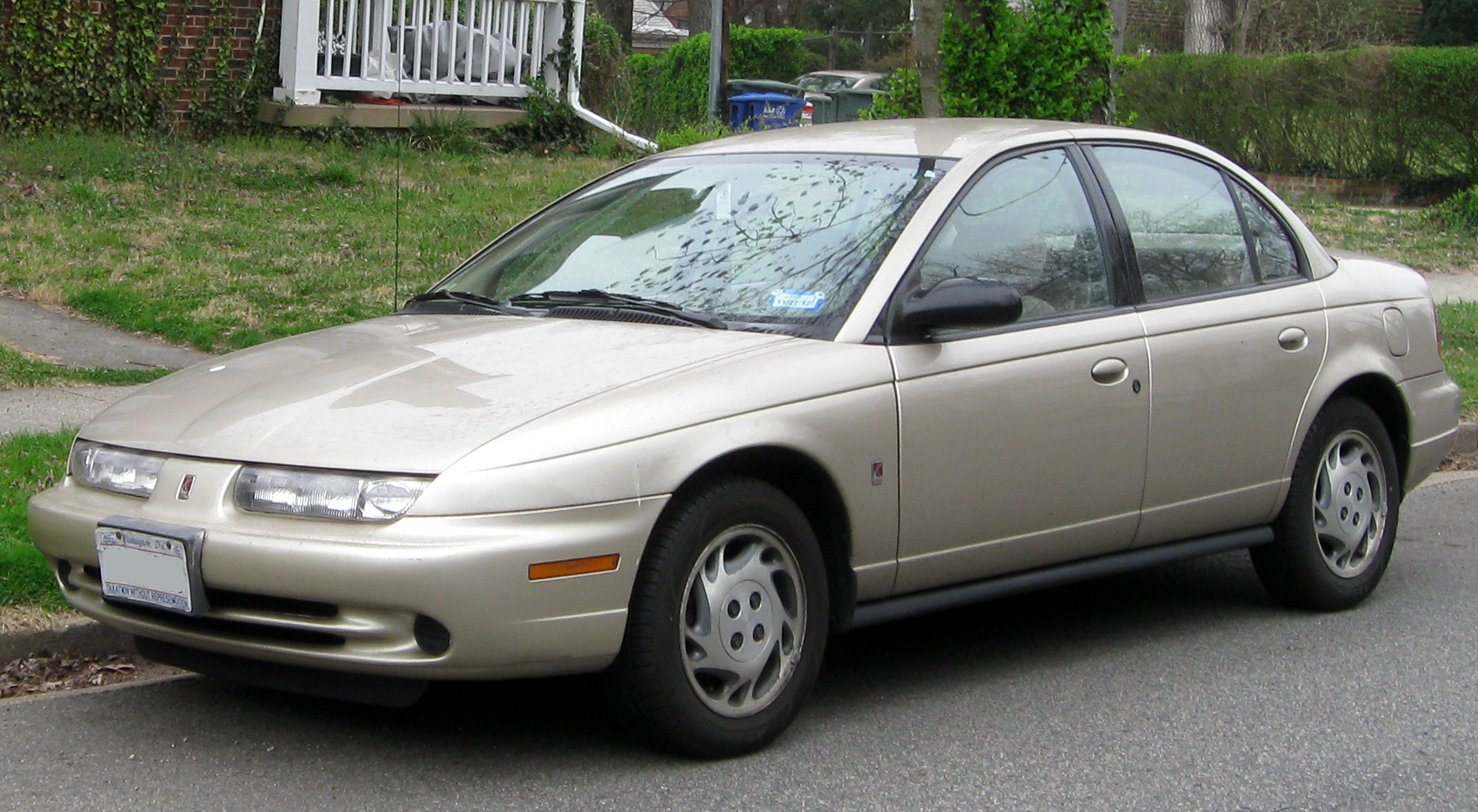
Saturn S-Series

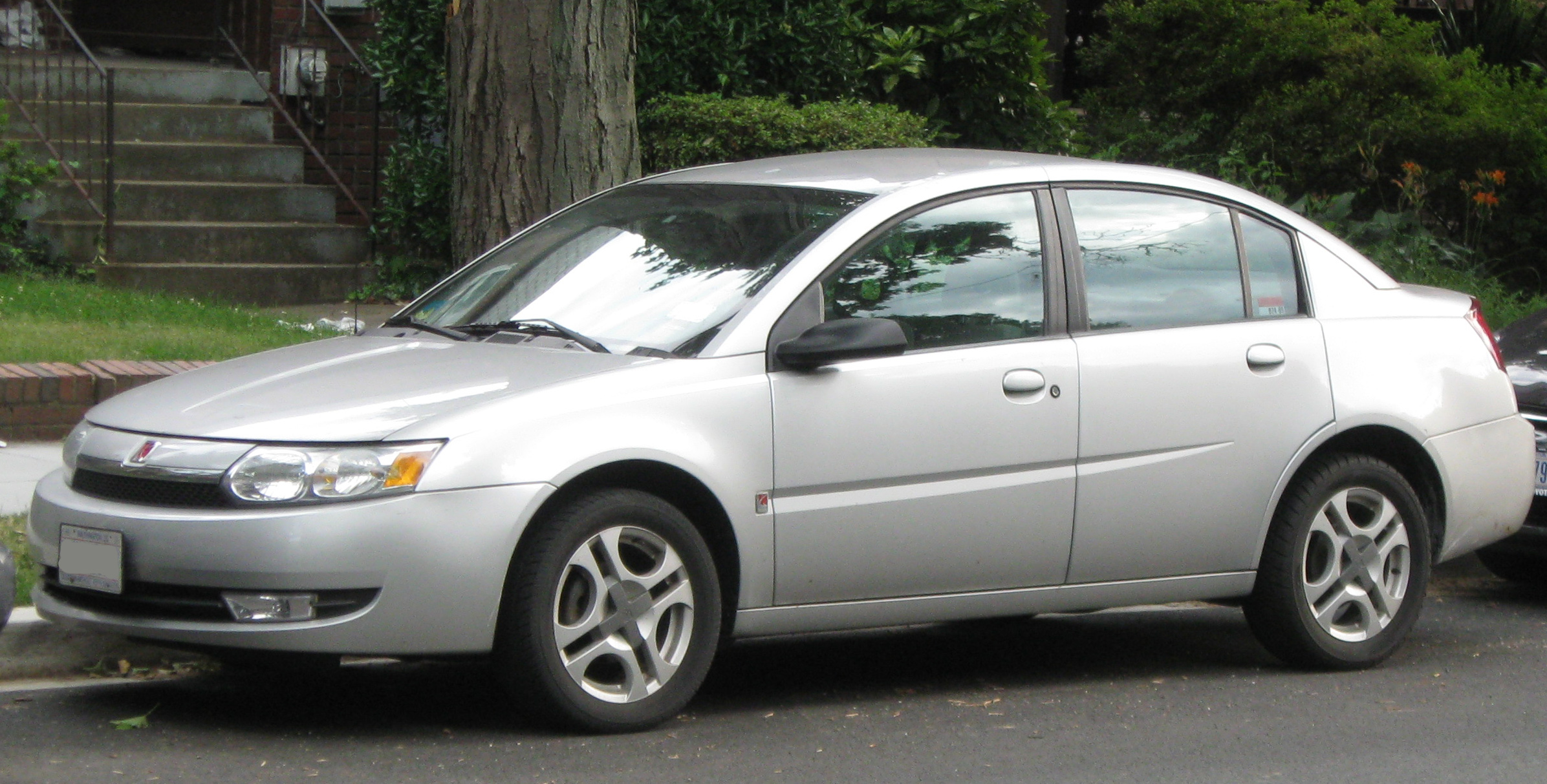
Saturn Ion

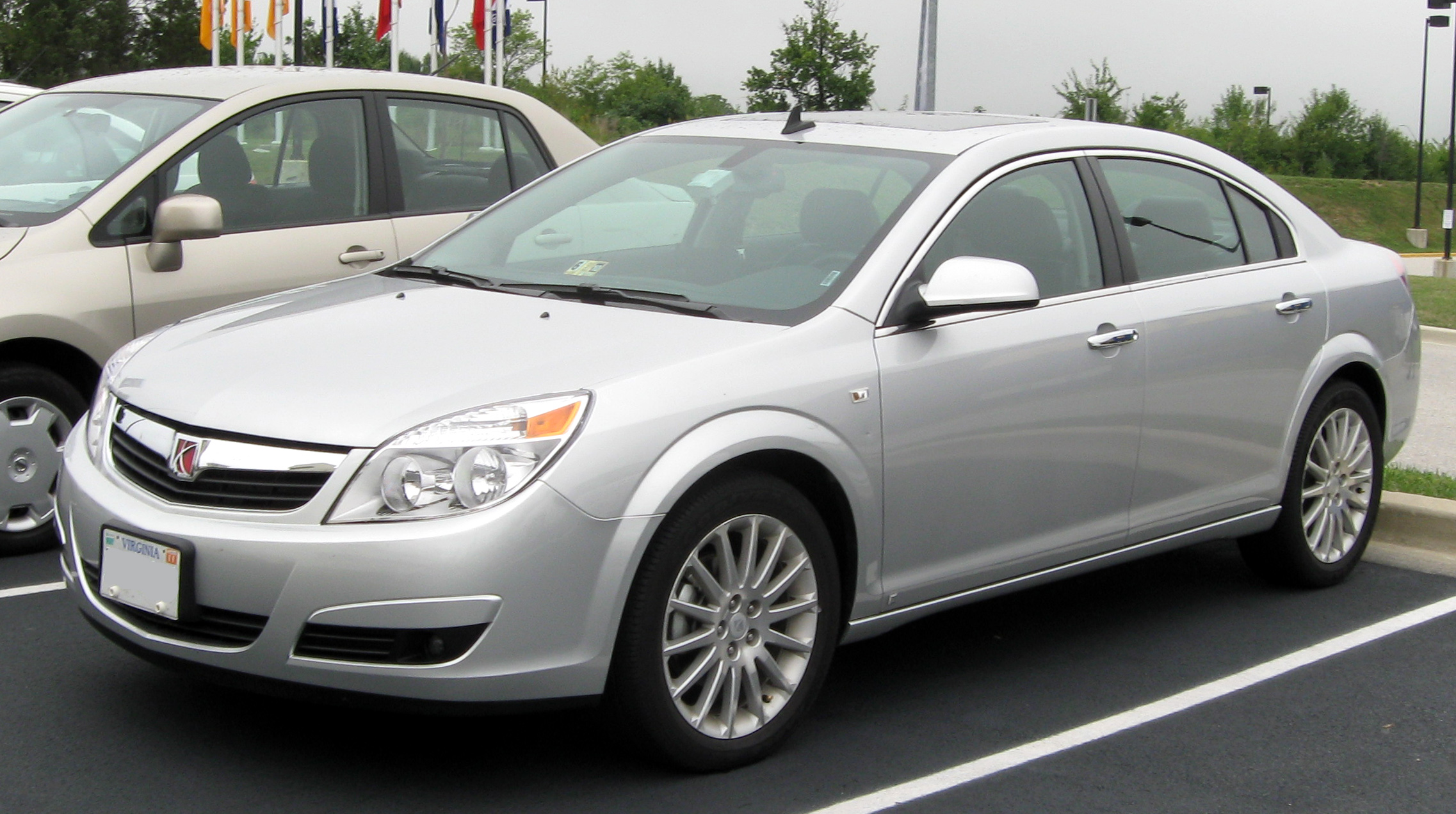
Saturn Aura

Saturn Corporation – dawny amerykański producent samochodów osobowych, z siedzibą w Spring Hill, działający w latach 1992–2010. Należał do amerykańskiego koncernu General Motors.

## Historia
Marka Saturn została utworzona w roku 1985 w celu konkurencji z japońskimi i niemieckimi małymi samochodami importowanymi do Stanów Zjednoczonych. Pod koniec lat dwutysięcznych Saturn znalazł się w kryzysie i General Motors ogłosił wycofanie z inwestycji w markę. Zainteresowana kupnem marki była grupa dilerska Penske Automotive Group, ale transakcja nie doszła do skutku, a jesienią 2009 roku spółka Saturn została zlikwidowana. Do października 2010 roku zlikwidowano wszystkie jej punkty dealerskie.

## Modele samochodów

### Historyczne
- S-Series (1990–2002)
- L-Series (1999–2004)
- Relay (2004–2006)
- Ion (2002–2007)
- Vue (2001–2009)
- Aura (2006–2009)
- Sky (2006–2009)
- Astra (2007–2009)
- Outlook (2006–2010)

### Modele koncepcyjne
- Saturn CV-1 (2000)
- Saturn Curve (2004)
- Saturn Y Roadster (2008)